# Speedrun

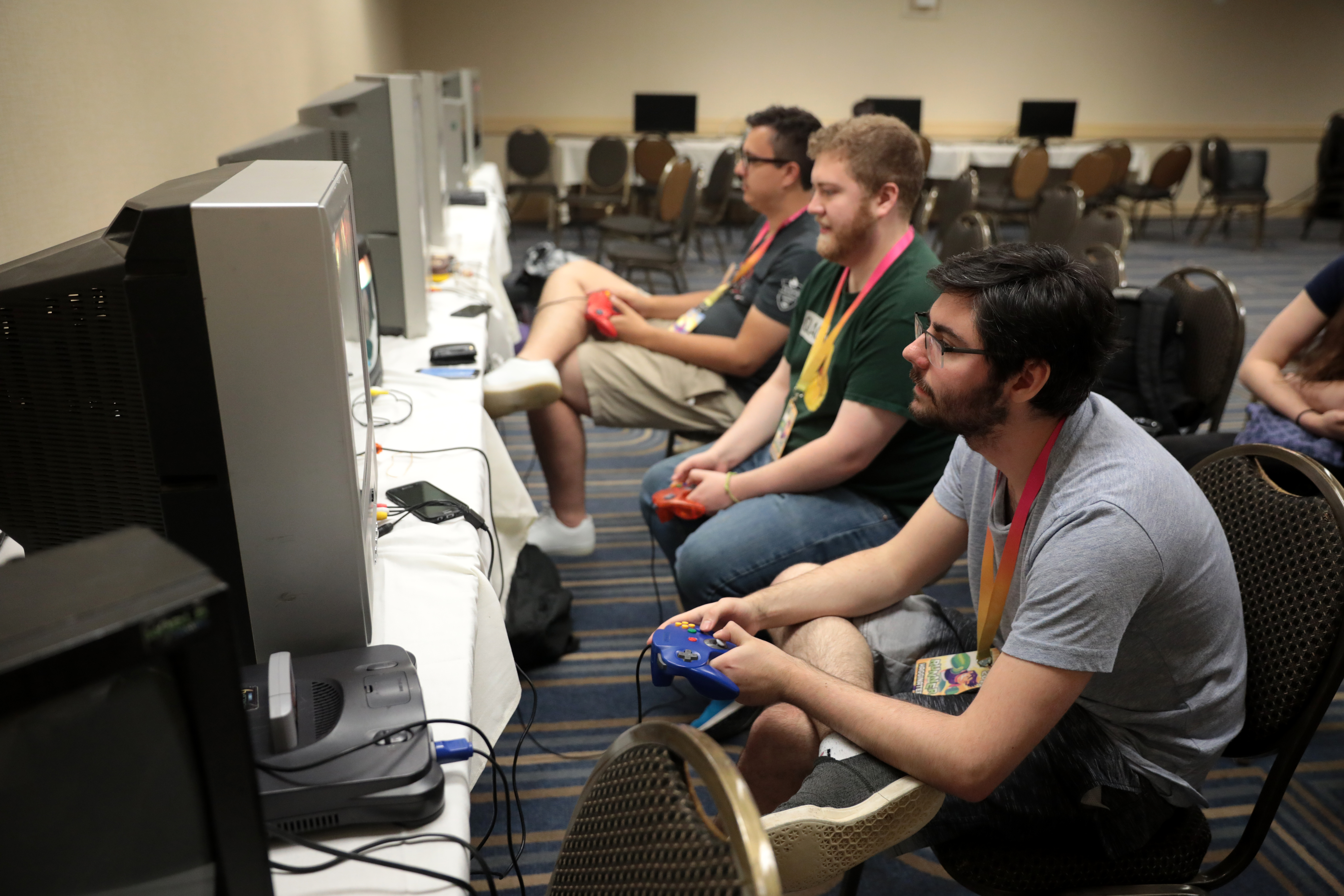
Os Speedrunners Mooseman, Duck e Hagginater na SGDQ (Summer Games Done Quick) de 2019.

Nos jogos eletrônicos, speedrun refere-se finalizar um determinado jogo no menor tempo possível. É uma prática que ficou famosa ao longo dos anos entre os jogadores, já que requer bastante prática e memória para gravar todos os caminhos e lugares do jogo, servindo como fonte de entretenimento ou competição. Pode-se usar atalhos e erros de programação, mais conhecidos como glitches nesse meio, para chegar ao final do jogo mais rápido do que seria normalmente possível. Alguns jogadores utilizam emuladores para facilitar a tarefa, podendo deixar o jogo em câmara lenta ou voltar atrás caso tenha feito um erro, prática popularmente conhecida como tool-assisted speedrun.
Existem sites que promovem as quebras de sequência, hospedando vídeos e os tempos mínimos para finalizar cada jogo.